# Lomi Muleta
Lomi Muleta (* 29. November 2001 in Gusha Temela, Oromia) ist eine äthiopische Leichtathletin, die sich auf den Hindernislauf spezialisiert hat.

## Sportliche Laufbahn
Lomi Muleta sammelte 2019 erste internationale Wettkampferfahrung im Hindernislauf. Im April trat sie bei den U20-Afrikameisterschaften in der Elfenbeinküste an und konnte im Finale die Bronzemedaille gewinnen. Später im Juli lief sie im niederländischen Hengelo im Rahmen der Äthiopischen Ausscheidungswettkämpfe für die Weltmeisterschaften Ende September in Doha, mit 9:31,01 min eine neue Bestzeit und sicherte sich durch den zweiten Platz die Teilnahme an den Weltmeisterschaften. Im September trat sie im Vorlauf von Doha an, verpasste darin allerdings als Zehnte ihres Laufes den Einzug in das Finale. 2021 gewann sie im Frühjahr die Silbermedaille bei den Äthiopischen Meisterschaften. Anfang Juni lief sie, erneut in Hengelo, mit 9:14,03 min eine neue Bestzeit und qualifizierte sich damit als Zweitplatzierte ihres Heimatlandes für die Teilnahme an den Olympischen Sommerspielen in Tokio. In Tokio trat sie Anfang August im Vorlauf an, verpasste als Zehnte ihres Laufes allerdings den Einzug in das Finale. Zwei Jahre später qualifizierte sie sich im Hindernislauf zum ersten Mal für die Leichtathletik-Weltmeisterschaften. In Budapest konnte sie in das Finale einziehen, in dem sie den zwölften Platz belegte.

## Wichtige Wettbewerbe
| Jahr                  | Veranstaltung                      | Ort                   | Platz                 | Disziplin             | Zeit                  |
| Startet für Äthiopien | Startet für Äthiopien              | Startet für Äthiopien | Startet für Äthiopien | Startet für Äthiopien | Startet für Äthiopien |
| --------------------- | ---------------------------------- | --------------------- | --------------------- | --------------------- | --------------------- |
| 2019                  | U20-Afrikameisterschaften          | Abidjan               | 3.                    | 3000 m Hindernis      | 10:12,18 min          |
| 2019                  | Weltmeisterschaften                | Doha                  | 35.                   | 3000 m Hindernis      | 9:49,28 min           |
| 2021                  | Olympische Sommerspiele            | Tokio                 | 33.                   | 3000 m Hindernis      | 9:45,81 min           |
| 2023                  | Leichtathletik-Weltmeisterschaften | Budapest              | 12.                   | 3000 m Hindernis      | 9:15,36 min           |

## Persönliche Bestleistungen
Freiluft
- 5000 m: 14:58,53 min, 12. Juni 2021, Nizza
- 3000 m Hindernis: 9:14,03 min, 8. Juni 2021, Hengelo

Halle
- 3000 m: 8:45,84 min, 14. Februar 2020, Val-de-Reuil